# Bereguardo
Bereguardo (lombardul Belguard) település Olaszországban, Lombardia régióban, Pavia megyében. Lakosainak száma 2878 fő (2023. január 1.). Bereguardo Borgo San Siro, Torre d’Isola, Trivolzio, Trovo, Vigevano, Zerbolò és Motta Visconti községekkel határos.

## Népesség
A település népességének változása:
| Lakosok száma | 2802 | 2698 | 2878 |
|               | 2017 | 2018 | 2023 |